# Artistique-Europameisterschaft 1954

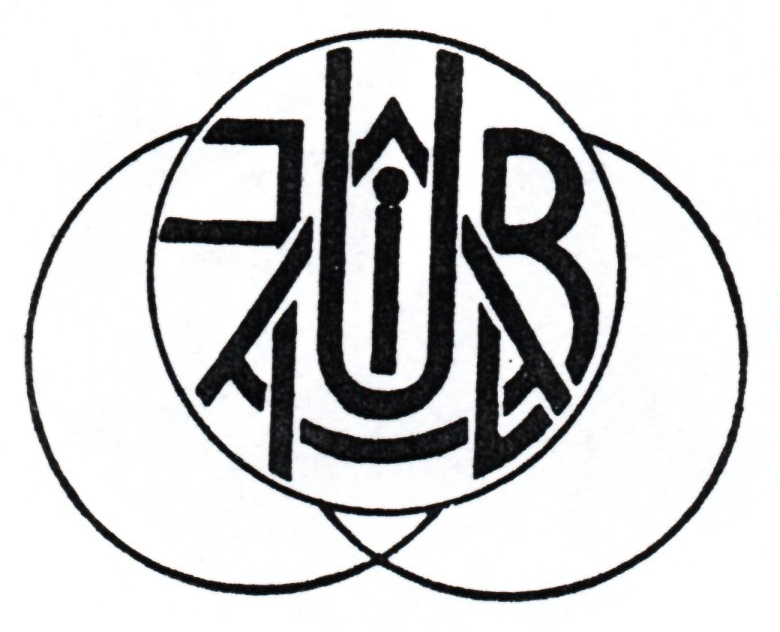
Logo UIFAB (ausrichtender Verband)

Veranstaltungsort: Madrid

Die Billard-Artistique-Europameisterschaft 1954 war das achte Turnier in dieser Disziplin des Karambolagebillards und fand vom 22. Juni bis zum 25. Mai 1954 in Madrid statt.

## Modus
Gespielt wurden 64 verschiedene Figuren mit verschiedenen Punktewertungen. Jeder Teilnehmer hatte pro Figur vier Versuche. Die maximale Punktzahl betrug 500 Punkte.

Gewertet wurde wie folgt:
1. Punkte = Erzielte Punkte
2. Versuche = Anzahl der gespielten Versuche
3. gelöste Figuren = gelöste Figuren
4. HS = Punkte der nacheinander gelösten Figuren
5. % = Prozentual gelöste Figuren

## Abschlusstabelle
| Platz                        | Name               | Punkte | Versuche | gel. Figuren | HS | %       |
| ---------------------------- | ------------------ | ------ | -------- | ------------ | -- | ------- |
| 1                            | Raymond Steylaerts | 302    | 178      | 41           | 50 | 60,40 % |
| 2                            | Joaquín Domingo    | 231    | 202      | 31           | 41 | 46,20 % |
| 3                            | Francisco Munte    | 203    | 200      | 27           | 39 | 40,60 % |
| 4                            | Guy Lachmann       | 202    | 204      | 29           | 24 | 40,40 % |
| 5                            | Richard Kron       | 198    | 218      | 27           | 36 | 39,60 % |
| 6                            | Juan Ruiz-Guarner  | 195    | 213      | 29           | 42 | 39,00 % |
| 7                            | Manuel Sanchez     | 109    | 231      | 18           | 20 | 21,80 % |
| Turnierdurchschnitt: 41,14 % |                    |        |          |              |    |         |